# Alexandre Mikhaïlovitch de Russie
Pour les articles homonymes, voir Sandro.
Alexandre Mikhaïlovitch Romanov (en russe : Александр Михайлович Романов, dit « Sandro », Сандро), né le 1er avril 1866 à Tiflis et mort le 26 février 1933 à Roquebrune, est un prince russe de la dynastie des Romanov.
Amiral de la flotte de la Russie impériale (1915), il est adjudant-général (1909), président du Conseil pour la Marine marchande de 1900 à 1902, membre honoraire de l’Académie navale Nikolaïevsky (1903), l’un des fondateurs de l'Armée de l'air impériale russe, l’un des initiateurs de l’École de l’air à Sébastopol (1910) et inspecteur général de l’aviation militaire russe (1916).

## Famille
Le grand-duc Alexandre Mikhaïlovitch est membre de la dynastie Romanov qui règne sur la Russie de 1613 à 1917.
Quatrième des six fils du grand-duc Michel Nicolaïevitch de Russie et de la grande-duchesse Olga Fiodorovna, née Cécile de Bade, il est un des nombreux petits-fils du tsar Nicolas Ier et de la tsarine Alexandra Feodorovna, née Charlotte de Prusse.

### Mariage et descendance

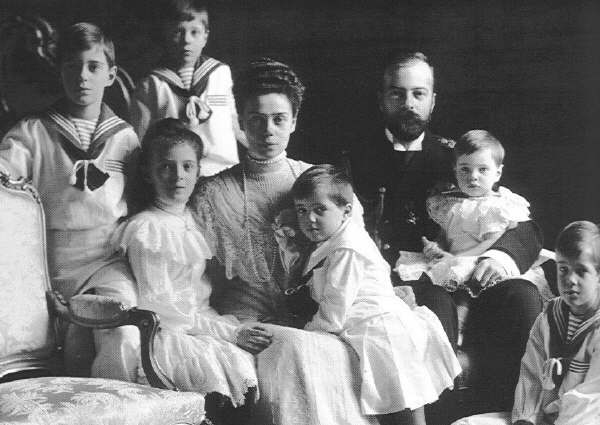
Le grand-duc Alexandre et sa famille (vers 1904).

Le 6 août 1894, au palais de Peterhof, le grand-duc Alexandre épouse la grande-duchesse Xenia Alexandrovna (1875-1960), sœur du tsar Nicolas II.
De cette union naissent sept enfants :
- Irina Alexandrovna (1895-1970), qui épouse en 1914 le prince Félix Ioussoupov (1887-1967).
- Andreï Alexandrovitch de Russie (1897-1981)[2].
- Théodore Alexandrovitch (1898-1968)
- Nikita Alexandrovitch (1900-1974)
- Dimitri Alexandrovitch de Russie (1901-1980)
- Rostislav Alexandrovitch de Russie (1902-1978)
- Vassili Alexandrovitch de Russie (1907-1989)

## Biographie

### Jeunesse
Alexandre Mikhaïlovitch de Russie reçoit une éducation au sein de sa famille et est l’ami d’enfance de son cousin Nicolas Alexandrovitch de Russie. Physiquement, les deux cousins se ressemblent, mais la taille, l'allure les différencient, l’un est grand, doté d’une belle prestance, alors que le tsar est de taille plus petite. Très libéral, très ouvert, le grand-duc est un prince très cultivé, il se passionne pour les sciences et les techniques modernes. Si leurs caractères sont différents, le grand-duc est extraverti, alors que son cousin le tsarévitch montre une certaine timidité, ils sont inséparables pendant leur jeunesse.
En 1890, lors du long périple du tsarévitch Nicolas Alexandrovitch, le grand-duc, qui est du voyage, entraîne ses cousins (dont le prince Georges de Grèce plutôt attiré pour les hommes) dans des maisons closes du Caire ou de la capitale japonaise. Les liens d’amitié entre Alexandre et le tsarévitch se renforcent encore après l’union de la grande-duchesse Xénia avec le grand-duc. L’harmonie dans le couple est de courte durée, c'est pourtant un mariage d'amour.
La Russie devenue trop petite pour lui, le grand-duc s’engage dans la Marine impériale et parcourt les mers du globe. « J’étais tellement heureux, dira-t-il, comme un prisonnier qui s’est réveillé au matin de sa libération ».

### Carrière dans la Marine impériale de Russie

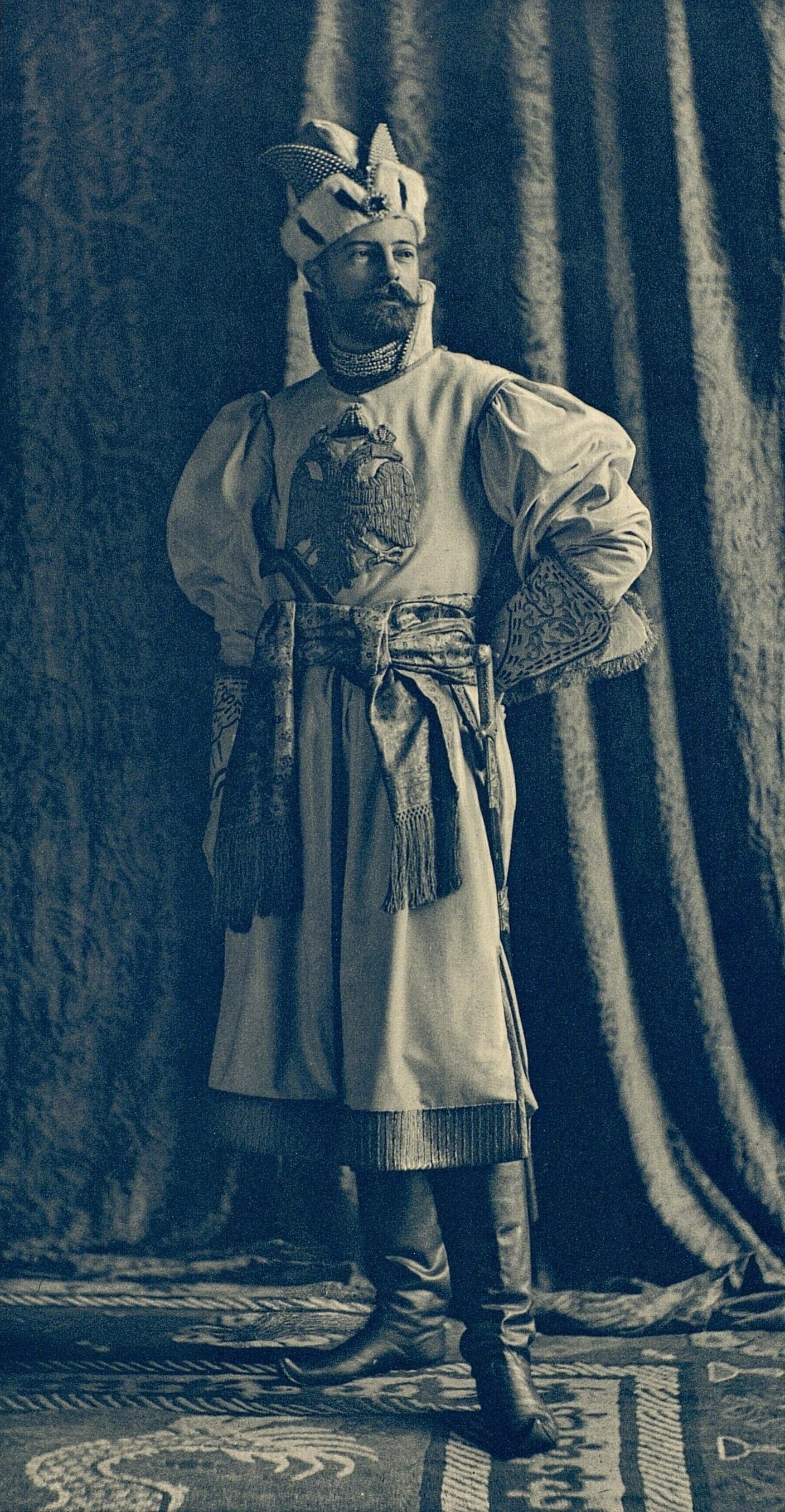

En 1885, Alexandre Mikhaïlovitch sort diplômé du Collège naval avec le grade de garde-marine (grade en vigueur dans la Russie impériale de 1716 à 1917), il intègre un équipage de la garde et sert dans la Marine impériale.
En 1886, il entreprend un voyage à bord de la corvette Rynda. De 1890 à 1891, sur son propre yacht le Tamara, le grand-duc se rend en Inde. En 1892, il est nommé commandant du Revel. En 1893, avec le grade de lieutenant de marine, il voyage en Amérique du Nord à bord du croiseur Dmitri Donskoï. Au cours de sa visite à New York, il prend part aux festivités données à l'occasion du 400e anniversaire de la découverte de l'Amérique. En 1894, il est promu capitaine 2e classe (grade correspondant à celui de lieutenant-colonel dans l'infanterie ou l'armée de l'air). De mars 1895 à juillet 1896, le grand-duc sert en qualité d'officier sur le Grand Sissoï.
En 1891, Alexandre Mikhaïlovitch est l'initiateur et le fondateur de la première édition de l'annuaire de la « flotte militaire »
En 1895, la grand-duc met au point avec Nicolas II le programme de renforcement de la flotte russe dans l'océan Pacifique. Constatant le programme de construction navale des Japonais, le grand-duc annonce une guerre prochaine avec l'Empire du Soleil levant. Le programme est accepté, mais aucune discussion n'ayant été engagée, le grand-duc donne sa démission.

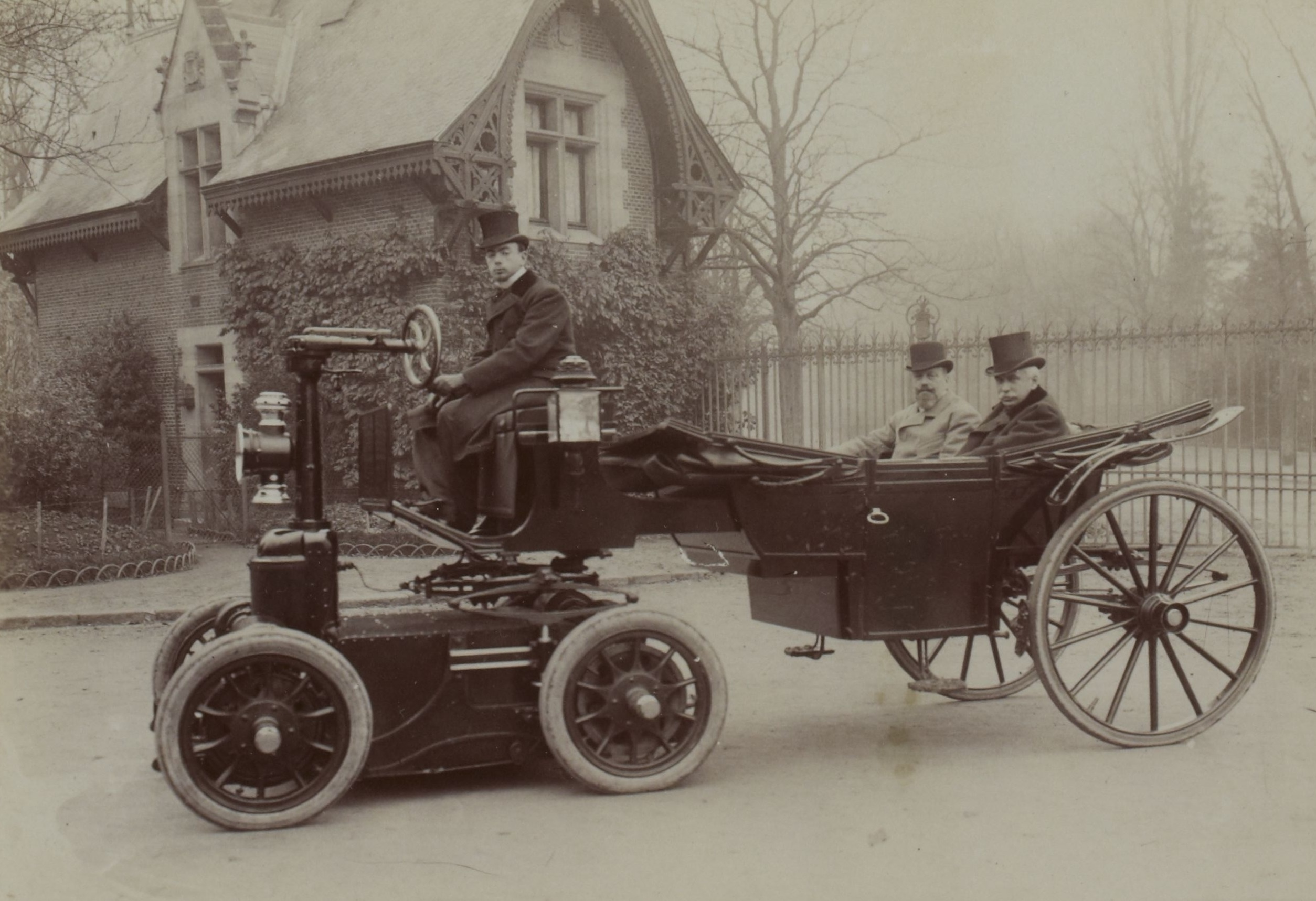
Le grand-duc Alexis au bois de Boulogne, en landau traîné par le "Boogie" Helmann (1899).

En 1898, Alexandre Mikhaïlovitch reprend du service dans la Marine impériale. Le 31 janvier 1899, il sert en qualité d'officier à bord du cuirassé de défense côtière Amiral général Apraxine. De 1901 à 1902, le grand-duc reçoit le commandement du cuirassé Rostislav. Le 1er janvier 1903, élevé au grade d'amiral, il est le plus jeune chef de la flotte de la mer Noire avec l'admission dans la suite de Sa Majesté Impériale.
Pendant la Guerre russo-japonaise, il supervise la préparation des croiseurs auxiliaires et, au cours de la Première Guerre mondiale, il contribue à l'organisation de l'armée impériale de Russie.
Il prend conscience, lorsqu'il voyage à de nombreuses reprises aux États-Unis, de la nécessité d'une aviation civile et militaire pour son pays. Il crée et développe l'aéronautique civile (l'ancêtre de l'Aeroflot) et militaire russe (Forces aériennes impériale de Russie), il fonde des écoles de pilotes et d'ingénieurs, crée des usines aéronautiques. Grâce à lui, l'aviation russe pendant la Première Guerre mondiale est techniquement plus avancée que celle de certains pays étrangers, peut-être meilleure que l'aviation allemande. Son chemin croise celui d'Igor Sikorsky, futur inventeur de l'hélicoptère, dans sa recherche d'amélioration des Forces aériennes impériales de Russie. Cependant les opinions politiques de ce dernier et ses origines polonaises lui attirent l'hostilité de la police russe. Grâce à l'aide du grand-duc, le pionnier de l'aéronautique russe bénéficie de son aide financière pour la réalisation de plusieurs avions comme l'Ilya Mouromets en 1913, le S-6-B l'année suivante, et le quadrimoteur Bolchoï Baltiski ou Roussky Vityaz dont il est le pilote d'essai lors de son premier vol le 13 mai 1913.

### Le grand-duc Alexandre et la politique

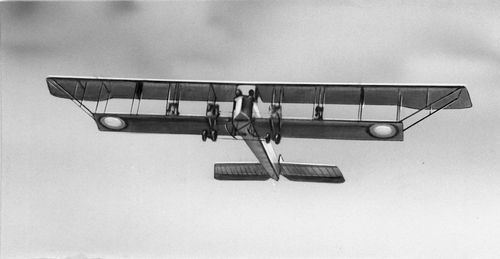
Le quadrimoteur, bombardier Ilya Mouromets conçu par Igor Ivanovitch Sikorsky, 1913.

Le grand-duc Alexandre prône l'association des classes naissantes de la Russie impériale au gouvernement[réf. nécessaire]. Politiquement, il est en parfaite harmonie avec le comte Witte et Stopypine dont il partage les vues politiques. Le grand-duc est le premier et l'unique membre de la famille Romanov à percevoir l'antagonisme qui, quelques années plus tard, se déclare entre la Russie et les États-Unis. Au cours de ses multiples voyages sur le continent américain, il se lie avec le président Theodore Roosevelt et il manifeste un grand intérêt envers les institutions de cet État et envers son système capitaliste[réf. nécessaire]. Il noue des liens avec différentes personnalités du Congrès. Cela le conduit à établir une comparaison entre la Russie et l'État américain, et ainsi à chacun de ses retours à Saint-Pétersbourg, il constate, amer, combien l'inertie des hommes politiques russes et leur réticence à réformer les institutions en Russie menacent de jeter l'Empire dans l'anarchie.
Il tente de ramener le tsar à la raison, en qualité de conseiller, afin de sauver la monarchie du péril qui la menace. Il lui propose de mettre en œuvre les réformes nécessaires. Mais Raspoutine jouit déjà d'une grande influence au sein de la famille impériale. 
À plusieurs reprises, les Forces aériennes de la Russie impériale placées sous le commandement du grand-duc Alexandre tirent l'armée russe de mauvais pas, pendant la Première Guerre mondiale. Cela fait douter le tsar de ses certitudes, mais, influencé par le « starets » et l'impératrice Alexandra Fiodorovna, Nicolas II renonce en fin de compte à écouter son cousin.
Le grand-duc tente encore de raisonner son cousin après la disparition de Raspoutine, lorsqu'ils se voient pour la dernière fois, mais le tsar est convaincu de la déloyauté d'Alexandre envers la monarchie. Ce dernier, quant à lui, perdant toute confiance envers son souverain, brise les liens d'amitié qui les unissent depuis leur enfance, mais sans lui ôter son affection. Cette ultime tentative de raisonner le tsar a lieu dans la chambre à coucher de l'impératrice alors souffrante. Le grand-duc tente de persuader son cousin de la nécessité de promulguer une constitution et de gouverner étroitement avec la Douma. La tension entre les deux hommes atteint son point culminant lorsque l'assassinat de l'Ami est évoqué. Or l'un des assassins du « starets » n'est autre que le gendre du grand-duc, le prince Ioussoupov, attirant sur lui la colère de l'impératrice. Nicolas II et son épouse considèrent qu'Alexandre est coupable de complicité. En prenant la défense des assassins de l'Ami, il avoue selon eux sa connivence avec les coupables. De plus, ce soutien à son gendre le place dans le camp des adversaires de la monarchie. Au terme de cet entretien le tsar se range du côté de son épouse. Le grand-duc ne reverra jamais le tsar.
Le grand-duc en exil revint plus tard sur les erreurs commises par Nicolas II et avoua son regret de ne pas avoir tenté un coup d'État après leur dernière entrevue suivie de l'abdication du tsar le 1er mars 1917. Le grand-duc aurait persuadé le tsar de demeurer dans la capitale et d'intimer l'ordre à Alexandra Fiodorovna de résider en Crimée.

### Le grand-duc en famille
Son penchant pour les femmes éloigne le grand-duc de son foyer. Malgré tout, il est très aimé de ses enfants. Contrairement à la tradition familiale impériale qui oblige les jeunes gens à se vouer à la carrière militaire, le grand-duc respecte les goûts de ses fils pour les arts. Le grand-duc et son épouse apportent à leurs enfants toute la tendresse et l'attention nécessaires à leur épanouissement.

### La révolution d’Octobre
Après la révolution de Février 1917, tous les membres de la famille impériale sont rayés des effectifs de l'armée, et le grand-duc est démis de ses fonctions dans la marine le 22 mars suivant.

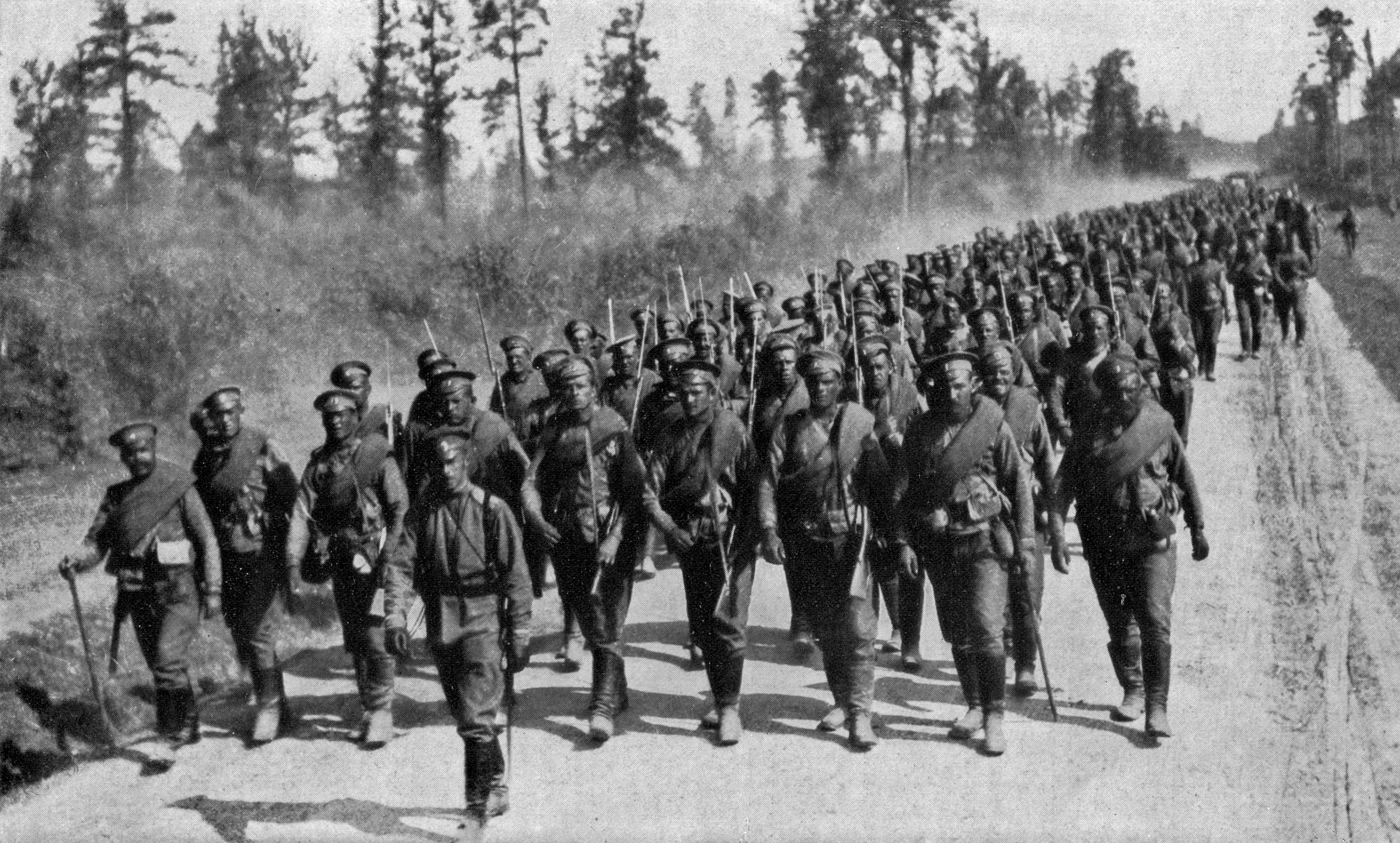
Soldats russes en route pour le front.

Afin de mettre en sécurité son épouse et ses enfants, il décide alors de rejoindre l'impératrice douairière en Crimée, cette ancienne partie de l'Empire est tenue par l'Armée blanche. Le couple Ioussoupov, la sœur cadette de Nicolas II la grande-duchesse Olga et son époux les rejoignent à mi-chemin à Kiev. La capitale de l'ancienne province ukrainienne est tenue par les forces nationalistes aidées des Allemands. Le danger menace donc la famille impériale. Aussi le grand-duc Alexandre, revolver en main, n'hésite pas à s'emparer d'un train qu'il conduit en sécurité jusqu'en Crimée. Les rescapés de la famille impériale s'installent dans des palais ou des villas leur appartenant, comme la villa Aïn Todor, propriété du grand-duc. Il y vit quelque temps et quitte la Russie en 1920, lorsque les Bolcheviks se rapprochent de la Crimée. Le grand-duc prend la décision de se rendre en France pour demander des secours, mais le gouvernement français les lui refuse. Pendant ce temps en Russie, l'assaut de la Crimée est ordonné par les Bolcheviks. Le grand-duc parvient à affréter un navire anglais, permettant aux membres de la famille Romanov présents en Crimée de fuir.

### Après la guerre
Alexandre Mikhaïlovitch de Russie participe à la Conférence de paix de 1919, en qualité de représentant de la famille impériale. Assistant au défilé des Alliés sur les Champs-Élysées, il remarque l'absence des troupes et des drapeaux russes. Le Traités de Brest-Litovsk signé le 3 mars 1918 par les Bolcheviks et Lénine fait oublier le sang versé par les soldats de la Russie impériale restés fidèles à l'alliance militaire signée par la France, La Grande-Bretagne et la Russie. L'armée impériale a sacrifié, à plusieurs reprises, ses meilleurs régiments, comme à la bataille de Tannenberg (du 17 août au 2 septembre 1914) où les troupes russes, pour soulager leur allié français, envahissent la Prusse-Orientale, obligeant ainsi les Allemands à dégarnir le front français pour renforcer le front Est et permettant ainsi à l'armée française de sauver Paris de l'occupation allemande, et de remporter la bataille de la Marne.

### En exil
Après avoir obtenu le droit d'asile pour sa famille en Angleterre, le grand-duc s'établit à Biarritz et vit séparé de son épouse. Il s'éprend quelque temps d'une jeune Anglaise. La princesse Paley lui redonne goût à la vie. Un lien d'estime se noue entre ses deux êtres qui, pour l'une avait perdu son époux et son fils dans la tourmente de la Révolution, et pour l'autre ses trois frères, l'un exécuté à Alapaïevsk, les deux autres à la forteresse Pierre-et-Paul de Saint-Pétersbourg. Il reçoit aussi souvent la visite du grand-duc André et de son frère Boris qui viennent régulièrement à Biarritz.
Le grand-duc fait la connaissance à Monte-Carlo d'un diplomate du futur royaume éthiopien qui propose au grand-duc d'intégrer les services diplomatiques du futur Haïlé Sélassié Ier. Le négus projette de reprendre un monastère des mains de moines orthodoxes à Jérusalem. Vers 1900, le futur roi d'Éthiopie avait été chaleureusement reçu par le grand-duc en Russie et il garde en mémoire cet accueil et se souvient des dons remarquables du grand-duc en matière de diplomatie. Alexandre se rend donc en Abyssinie où il est quelque temps l'invité du futur empereur. Toujours autant passionné d'aéronautique, le grand-duc crée les forces aériennes abyssiniennes dont les avions sont pilotés par des Russes issus de l'Armée blanche.
Le grand-duc rend régulièrement visite à son épouse et à ses fils résidant en Angleterre. Après avoir publié quelques ouvrages de spiritualité, il est invité par les Américains à donner des conférences. Il expose de ville en ville ses théories dans des théâtres, des cabarets. Pendant six mois, le grand-duc extrêmement sollicité, est souvent exhibé comme une bête de foire. Il n'en éprouve, à la fin, qu'amertume et fatigue et se plaint de douleurs dans le dos.
À son retour des États-Unis, le grand-duc Alexandre s'installe dans une petite maison des environs de Roquebrune-Cap-Martin, où il termine ses Mémoires. Ses douleurs dans le dos persistant, il consulte un médecin qui diagnostique un cancer déjà très avancé, sans aucun espoir de guérison. Il termine ses Mémoires dans la souffrance.

### Décès et inhumation

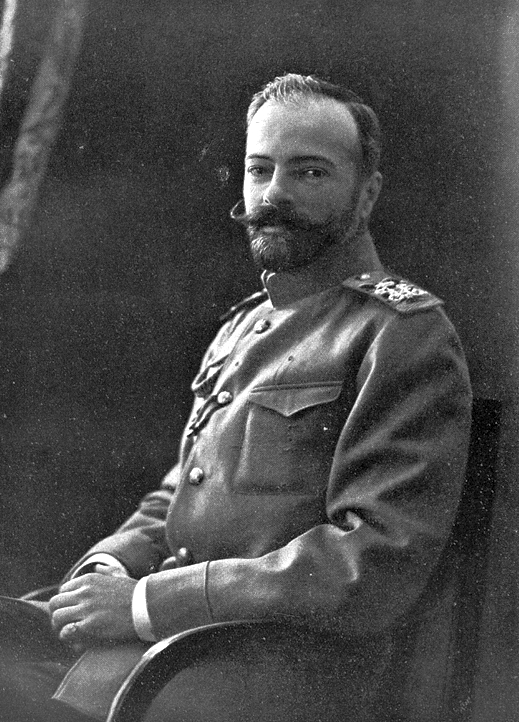
Le grand-duc Alexandre Mikhaïlovitch de Russie.

Au début de 1933, sentant sa fin proche, Alexandre invite son épouse et sa fille, la princesse Ioussoupov, dans sa maisonnette de Roquebrune-Cap-Martin. Les deux femmes constatent l'amaigrissement du grand-duc et les signes évidents de la maladie. Entouré de sa fille et de son épouse, il aurait pu attendre la mort sereinement, mais, sur son insistance, elles se rendent, le 26 février, à une fête de charité. Elles trouvent son corps sans vie à leur retour.
Les funérailles simples du grand-duc ont lieu, dans l'église de Roquebrune, en présence de son épouse, du préfet des Alpes-Maritimes, du roi Christian X, du prince et de la princesse Ioussoupov et de ses six fils. Après son décès survenu le 20 avril 1960, son épouse, la grande-duchesse Xenia, est inhumée à ses côtés, dans le cimetière de la commune.

## Appartenance du grand-duc à différentes sociétés
- Président honoraire de la Société impériale russe de la marine marchande
- Président de la Société des pêches
- Président de la Société impériale de navigation
- Président de la Société technique russe
- Président de la Société naturaliste de l'Université de Saint-Pétersbourg
- Parrain (« chef » en russe) du corps des cadets de la Marine
- Alexandre Mikhaïlovitch fut le Président d'honneur de l'Union des pilotes militaires russes
- Parrain des scouts russes en exil
- Le grand-duc Alexandre Mikhaïlovitch de Russie a appartenu à la franc-maçonnerie, franc-maçon mystique et spiritualiste il se qualifiait lui-même de Rose-Croix  et de philalèthe[10]

## Ouvrages
Le grand-duc rédigea en exil un livre intitulé Le Livre des souvenirs (1933). Cet ouvrage est une source historique pour la famille impériale.

## Citation du grand-duc
« On peut souffrir mille morts et soudain, alors qu'on s'apprête à se jeter par la fenêtre pour en finir, quelque chose d'inconnu s'éveille en nous et nous lance sur une route nouvelle dont on ne sait encore rien, en nous libérant de toute une part de nous-mêmes qu'on laisse sans regret sur les bas-côtés. Grand-duc Alexandre », 1932.

## Généalogie
Alexandre Mikhaïlovitch de Russie appartient à la quatrième branche issue de la première branche de la Maison d'Oldenbourg-Russie (Holstein-Gottorp-Romanov), elle-même issue de la première branche de la Maison d'Holstein-Gottorp. Ces trois branches sont issues de la première branche de la Maison d'Oldenbourg. Il appartient à la branche Mikhaïlovitch.

## Descendance
Les actuels descendants du grand-duc Alexandre Mikhaïlovitch de Russie sont :
- Tatiana Sfiris, arrière-arrière-petite-fille par sa grand-mère, la grande-duchesse Irina Alexandrovna de Russie ;
- Maria Vassilievna de Russie, petite-fille par son père, le prince Vassili Alexandrovitch de Russie ;
- Alexis Andreïevitch de Russie, arrière-petit-fils par son père, le prince Andreï Andreïevitch de Russie ;
- Rostislav Rostislavovitch de Russie, arrière-petit-fils par son père, le prince Nicolas Alexandrovitch de Russie.